# Смертельна справа
«Смертельна справа» — оповідання Леся Мартовича.
Вперше з'явилося у львівській газеті «Свобода» (№ 48) 27 грудня 1903 р., але в спотвореному цісарсько-королівською прокураторією вигляді. Найбільш політично гострі місця твору були викреслені, бо вони, бачте, могли викликати в читачів «зневагу й ненависть» проти парламенту. Вищий крайовий суд заборонив поширення «Смертельної справи», а сконфіскований номер газети «Свобода» наказав знищити. Тільки після інтерпеляції послів у віденському парламенті була змога опублікувати твір без цензурних викреслень — і він з'явився у газеті «Свобода» 25 березня 1904 р., а також виданий окремою брошурою, включений до виданого в Коломиї календаря на 1905 р.
«Смертельну справу» двічі передруковувала чернівецька газета «Руська рада» в 1905 р. У тому ж році твір у перекладі К. Кракалії на німецьку мову з'явився окремою книжечкою у Чернівцях. У 1907 р. у Львові він був включений до книжечки «Війт. Смертельна справа». В перекладі на російську мову це оповідання вперше з'явилося в 1905 р. в журналі «Южные записки» (№ 15, с. 17 — 23).